# Mézidon-Canon
Mézidon-Canon és un municipi francès situat al departament de Calvados i a la regió de Normandia. L'any 2007 tenia 4.683 habitants.

## Demografia

### Població
El 2007 la població de fet de Mézidon-Canon era de 4.683 persones. Hi havia 1.882 famílies de les quals 604 eren unipersonals (228 homes vivint sols i 376 dones vivint soles), 537 parelles sense fills, 541 parelles amb fills i 200 famílies monoparentals amb fills.
La població ha evolucionat segons el següent gràfic:
Habitants censats

### Habitatges
El 2007 hi havia 2.089 habitatges, 1.932 eren l'habitatge principal de la família, 36 eren segones residències i 122 estaven desocupats. 1.692 eren cases i 393 eren apartaments. Dels 1.932 habitatges principals, 902 estaven ocupats pels seus propietaris, 1.010 estaven llogats i ocupats pels llogaters i 20 estaven cedits a títol gratuït; 77 tenien una cambra, 179 en tenien dues, 437 en tenien tres, 611 en tenien quatre i 628 en tenien cinc o més. 1.092 habitatges disposaven pel capbaix d'una plaça de pàrquing. A 923 habitatges hi havia un automòbil i a 630 n'hi havia dos o més.

### Piràmide de població
La piràmide de població per edats i sexe el 2009 era:
| Homes | Edats   | Dones |
| ----- | ------- | ----- |
| 0     | 95 o +  | 12    |
| 12    | 90 a 94 | 20    |
| 20    | 85 a 89 | 76    |
| 36    | 80 a 84 | 52    |
| 104   | 75 a 79 | 136   |
| 64    | 70 a 74 | 184   |
| 92    | 65 a 69 | 108   |
| 128   | 60 a 64 | 124   |
| 80    | 55 a 59 | 52    |
| 116   | 50 a 54 | 152   |
| 176   | 45 a 49 | 164   |
| 124   | 40 a 44 | 168   |
| 152   | 35 a 39 | 136   |
| 168   | 30 a 34 | 148   |
| 192   | 25 a 29 | 188   |
| 164   | 20 a 24 | 124   |
| 148   | 15 a 19 | 196   |
| 164   | 10 a 14 | 160   |
| 128   | 5 a 9   | 172   |
| 136   | 0 a 4   | 124   |

## Economia
El 2007 la població en edat de treballar era de 2.787 persones, 1.953 eren actives i 834 eren inactives. De les 1.953 persones actives 1.730 estaven ocupades (975 homes i 755 dones) i 223 estaven aturades (89 homes i 134 dones). De les 834 persones inactives 273 estaven jubilades, 238 estaven estudiant i 323 estaven classificades com a «altres inactius».

### Ingressos
El 2009 a Mézidon-Canon hi havia 2.002 unitats fiscals que integraven 4.811 persones, la mediana anual d'ingressos fiscals per persona era de 14.857 €.

### Activitats econòmiques
Dels 145 establiments que hi havia el 2007, 1 era d'una empresa extractiva, 6 d'empreses alimentàries, 1 d'una empresa de fabricació de material elèctric, 5 d'empreses de fabricació d'altres productes industrials, 15 d'empreses de construcció, 39 d'empreses de comerç i reparació d'automòbils, 10 d'empreses de transport, 10 d'empreses d'hostatgeria i restauració, 2 d'empreses d'informació i comunicació, 7 d'empreses financeres, 5 d'empreses immobiliàries, 7 d'empreses de serveis, 20 d'entitats de l'administració pública i 17 d'empreses classificades com a «altres activitats de serveis».
Dels 43 establiments de servei als particulars que hi havia el 2009, 1 era una oficina d'administració d'Hisenda pública, 1 gendarmeria, 1 oficina de correu, 4 oficines bancàries, 1 funerària, 5 tallers de reparació d'automòbils i de material agrícola, 1 taller d'inspecció tècnica de vehicles, 1 autoescola, 1 paleta, 2 guixaires pintors, 2 fusteries, 5 lampisteries, 2 electricistes, 7 perruqueries, 5 restaurants, 1 agència immobiliària, 1 tintoreria i 2 salons de bellesa.
Dels 21 establiments comercials que hi havia el 2009, 3 eren supermercats, 5 fleques, 3 carnisseries, 1 una peixateria, 2 botigues de roba, 2 botigues d'electrodomèstics, 1 una botiga de mobles, 1 una botiga de material de revestiment de parets i terra, 1 una perfumeria i 2 floristeries.
L'any 2000 a Mézidon-Canon hi havia 19 explotacions agrícoles que ocupaven un total de 750 hectàrees.

## Equipaments sanitaris i escolars
El 2009 hi havia 2 farmàcies i 1 ambulància.
El 2009 hi havia 2 escoles maternals i 2 escoles elementals. Mézidon-Canon disposava d'un col·legi d'educació secundària amb 497 alumnes.

## Poblacions més properes
El següent diagrama mostra les poblacions més properes.